# Stazione di Porto Empedocle Succursale
La stazione di Porto Empedocle Succursale è una fermata ferroviaria, un tempo a doppio scartamento, della città di Porto Empedocle, in provincia di Agrigento ubicata in via Platone nei pressi del porto e nel cuore del centro urbano.

## Storia
La stazione venne attivata il 1º giugno 1950, con una diramazione per la stazione marittima; la stazione affacciandosi al porto, segnava il crocevia del traffico merci con ampio fascio di binari sia a scartamento normale che a scartamento ridotto, dopo che per molti anni veniva usato come scalo di smistamento per la stazione marittima, consentendo l’arrivo dello zolfo al porto.
Nel secondo dopoguerra con lo sviluppo industriale e la vicinanza dello scalo alla zona industriale, la stazione venne aperta al traffico passeggeri, che incrementò nel corso degli anni cinquanta e degli anni sessanta.
Lo sviluppo industriale beneficiava di infrastrutture cruciali, come un porto in espansione e della centrale elettrica della SGES (Società Generale Elettrica Siciliana); in questo periodo a Porto Empedocle vennero aperti, nel 1955, lo stabilimento Akragas della Montecatini, (che inizialmente si occupa solo della produzione di fertilizzanti chimici), nel 1963 nuovo impianto della centrale elettrica dell'ENEL realizzato in zona prospiciente al mare, alle spalle della Torre di Carlo V, e lo stabilimento dell’Italcementi. Ogni giorno, migliaia di lavoratori pendolari raggiungevano in treno Porto Empedocle, oltre che dalla vicina Agrigento, da tutti i paesi della Provincia, ed in particolare da Ribera, Siculiana, Aragona e Raffadali.
Negli anni settanta, con il declino dell’attività industriale, il traffico passeggeri è notevolmente diminuito e la stazione utilizzata molto sporadicamente fino agli anni ottanta, principalmente per lo smistamento delle merci in ingresso o in uscita dal porto empedoclino, e, fino alla sua chiusura, nel 1978, come fermata a servizio della città per i treni a scartamento ridotto provenienti da Agrigento e Castelvetrano. 
Con la chiusura del primo tronco della Castelvetrano-Porto Empedocle avvenuto nel 1978, la stazione fu dismessa dalle FS e venne esclusa dal progetto di elettrificazione della rete ferroviaria del 1985, e dopo che per alcuni anni venne usata sporadicamente come scalo di smistamento per il traffico merci con il porto venne interrato anche il binario di diramazione per la stazione marittima.

### Situazione e progetti futuri

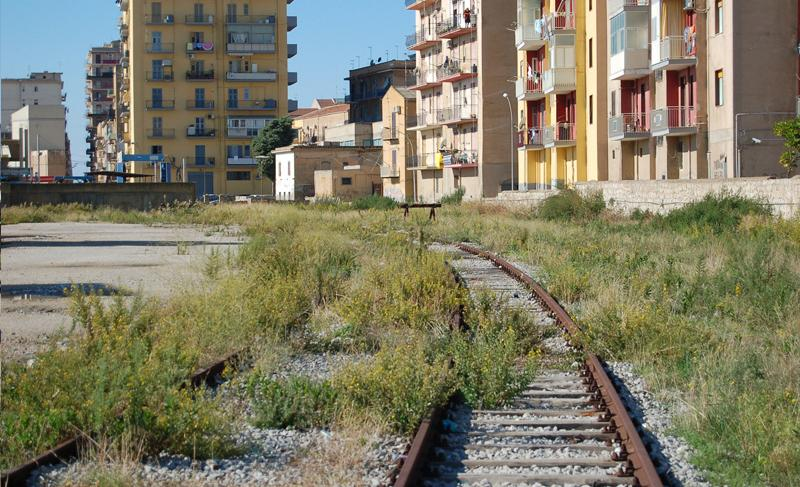
Il binario in direzione Cannelle e Castelvetrano con il piccolo fabbricato viaggiatori in fondo

Lo scalo conserva ancora una parte del fascio binari, eccezion fatta per la sezione a scartamento ridotto che è stata interrata ed è ancora presente una pesa per carri che risale ai primi del novecento. 
Il fabbricato viaggiatori, che ha subito varie modifiche nel corso degli anni, si conserva in condizioni discrete, così come l'attiguo fabbricato servizi igienici. Secondo il progetto redatto da RFI nei primi anni 2000, la stazione di Porto Empedocle Succursale sarà capolinea della nuova metropolitana di superficie tra Aragona-San Michele-Agrigento Bassa e Porto Empedocle. Il servizio previsto è del tipo "a spola" con il binario di corsa che arriverà sino al marciapiede di stazione. Tuttavia i continui ritardi dell'ammodernamento del sedime riducono, di anno in anno, le probabilità di un servizio ferroviario. 
Nel 2014 la Fondazione FS Italiane ha indicato lo scalo della "succursale" quale ultima fermata della linea, lasciando intendere un suo riutilizzo e nel giugno del 2014 RFI ha proceduto alla revisione dell'armamento. 
La stazione è stata formalmente riaperta all'esercizio, dopo 38 anni per scopi turistici e museali il giorno 11 marzo 2016, diventando così il capolinea della ferrovia turistica dei templi, gestita da Fondazione FS Italiane.
La riapertura,avvenuta in occasione della annuale edizione della festa del mandorlo in fiore.